# Lymanopoda cinna
Lymanopoda cinna is een vlinder uit de onderfamilie Satyrinae van de familie Nymphalidae. De wetenschappelijke naam van de soort is voor het eerst geldig gepubliceerd in 1889 door Frederick DuCane Godman & Osbert Salvin.